# Renault Clio
Renault Clio je kompaktni automobil francuske tvrtke Renault.

## Povijest
Renault Clio je prvi puta prikazan javnosti na Paris Motor Show u lipnju 1990., a iste godine je počela prodaja u Francuskoj i u ostatku Europe. Prodaja u Velikoj Britaniji je kasnila, tako da je bio dostupan tek od ožujka 1991. godine. Najnovija, 4. generacija Clia počela se proizvoditi 2012. godine. 
- Prva generacija Renault Clio
- Druga generacija Renault Clio
- Treća generacija Renault Clio